# RPG 부동산
《RPG 부동산》(일본어: RPG 不動産 아루피지 후도산[*])은 켄모츠 치요가 그린 일본의 4칸 만화이다. 《망가 타임 키라라 캐럿》(호분샤)에서 2018년 6월호에서 8월호까지 게스트 연재를 거쳐 2018년 9월호부터 2023년 12월호까지 연재되었다.
제목의 RPG에 대해서 공식은 Rent(임대) Plan(계획) Guide(안내)의 약어로 하고 있다. 모험활극이 아니라 왕국 소속의 부동산회사에서 일하는 주인공들의 일상을 그린 코미디이지만, 이야기가 진행될 때마다 시리어스한 전개도 되고 있다.

## 줄거리
마왕이 쓰러져 세계가 평화가 되어 15년이 지났을 무렵, 학교를 졸업해 마술사가 된 카자이로 코토네가 새 집을 찾기 위해 왕국 소속의 RPG 부동산을 묻는 곳으로부터 이야기는 시작 된다. 실은 RPG 부동산은 코토네의 취업처이며, 같은 직장의 아인 파, 승려 루프리아, 전사 라키라와 함께 다양한 사정을 안은 손님의 물건 찾기를 서포트하게 된다.

## 등장인물

### 주요인물
- 카자이로 코토네(일본어: 風色 琴音)(성우: 이노우에 호노카, 직업: 마법사)
- 파/파브닐(영어: Fa; 일본어: ファー / 고대 노르드어: Fáfnir; 일본어: ファフニール)(성우: 파-키노 히나, 파브닐-쿠와시마 호우코)
- 루프리아(일본어: ルフリア)(성우: 카와이다 나츠미, 직업: 성직자[2])
- 라키라(일본어: ラキラ)(성우: 이와미 마나카, 직업: 전사(戰士))

### 왕국
- 임금님(성우: 오가타 미츠루)
- 사토나(일본어: サトナ)(성우: 히카사 요코, 직업: 신관)
- 세라(일본어: セーラ)(성우: 타카하시 미나미)
- 모나(일본어: モナ)(성우: 쿠로키 호노카)
- 호시라(일본어: 狐白)와 토츠키(일본어: 兎月)(성우: 호시라-오오쿠보 루미, 토츠키-카네코 사야카)

### 주요 인물의 가족
- 코토네의 쌍둥이 여동생들: 카자이로 츠즈미(일본어: 風色 鼓), 카자이로 히비키(일본어: 風色 響)(성우: 츠즈미-아카오 히카루, 히비키-사사하라 유우)
- 코토네의 아버지와 어머니(성우: 아버지-호시 유키, 어머니-야스노 기요노)
- 코토네의 할아버지(성우: 아베 소이치)
- 루프리아의 아버지와 어머니(아버지-하스 타케히로, 어머니-요리타 나츠)

### 그 밖의 사람들
- 루나 디도란(일본어: ルナ・ディドラーン)(성우: 이노우에 키쿠코)
- 토토(일본어: トト)와 시로(일본어: シロちゃん)(성우: 토토-세키네 아키라, 시로-오오츠카 아키오)
- 포럴(영어: Poral)(성우: 아야히 타카가키, 직업: 음유시인)
- 하데스(고대 그리스어: ᾍδης)(성우: 오하타 신타로)
- 타샤(영어: Tasha)[주 1](성우: 타카오 카나미)
- 카사(일본어: カーサ)(성우: 오하라 요시미)
- 네코에몬(일본어: ネコエモン)(성우: 카네미츠 노부아키)

## 서지 정보
- 켄모츠 치요 《RPG 부동산》 호분샤 〈망가 타임 KR 코믹스〉, 전 6권
  1. 2019년 5월 10일 발행(2019년 4월 25일 발매[3]), ISBN 978-4-8322-7090-9
  2. 2020년 4월 13일 발행(2020년 3월 27일 발매[3]), ISBN 978-4-8322-7180-7
  3. 2021년 5월 12일 발행(2021년 4월 27일 발매[3]), ISBN 978-4-8322-7270-5
  4. 2022년 5월 12일 발행(2022년 4월 27일 발매[3]), ISBN 978-4-8322-7361-0
  5. 2023년 3월 14일 발행(2023년 2월 27일 발매[3]), ISBN 978-4-8322-7420-4
  6. 2023년 12월 12일 발행(2023년 11월 27일 발매[3]), ISBN 978-4-8322-9503-2

## TV 애니메이션
2022년 4월부터 6월까지 AT-X 등에서 방송되었다.

### 스태프
- 원작 - 켄모츠 치요(険持ちよ)
- 감독 - 코시다 토모아키(越田知明)
- 시리즈 구성 - 나카무라 요시코(中村能子)
- 캐릭터 디자인 - 타니구치 모토히로(谷口元浩)
- 프롭 디자인 - 마츠모토 메구미(松本 恵)
- 미술 감독·미술 설정 - 카와구치 마사아키(川口正明)
- 색채 설계 - 마카베 겐타(真壁源太)
- 촬영 감독 - 후쿠오카 유이(福岡由惟)
- 편집 - 이마이 다이스케(今井大介)
- 음향 감독 - 타카데라 타케시(高寺たけし)
- 음향 효과 - 카자마 유카(風間結花)
- 음악 - 미야자키 마코토(宮崎 誠)
- 음악 제작 - 일본 컬럼비아
- 음악 프로듀서 - 우메무라 슌이치(植村俊一)
- 프로듀서 - 네기시 유카(根本侑果), 타케노우치 치에(竹ノ内千恵), 후나츠 아야나(舩津彩奈), 카마타 하지메(鎌田 肇), 타니구치 히로야스(谷口博康), 후카야 나루키(深谷成輝), 마루야마 하지메(丸山 創), 아리미즈 소지로(有水宗治郎)
- 제작 프로듀서 - 나카무라 요스케(中村陽介)
- 애니메이션 제작 - 동화공방
- 제작 - RPG 부동산 제작위원회

### 주제가
Make Up Life!
카자이로 코토네(이노우에 호노카), 파(키노 히나), 루프리아(카와이다 나츠미), 라키라(이와미 마나카)에 의한 오프닝 테마. 작곡은 미즈노 겐키, 작곡·편곡은 시다라 테츠야.
Awesome!
마네키케챠에 의한 엔딩 테마. 작사는 후루야 칸, 작곡·편곡은 시모다 코타로(Elements Garden).

### 방영 목록
| 화수   | 제목 | 각본            | 그림 콘티                         | 연출            | 작화 감독                                                                                               | 총작화 감독       | 방송일         |
| ------ | --- | --------------- | --------------------------------- | --------------- | --- | ----------------- | -------------- |
| 제1화  | RPG不動産へようこそ! はじめてのお部屋探しです! RPG 부동산에 어서 오세요! 집 계약은 처음이예요!                           | 나카무라 요시코 | 코시다 토모아키                   | 코시다 토모아키 | 소가 아츠시 쿠도 유키 마에다 요시히로                                                                   | 타니구치 모토히로 | 2022년 4월 6일 |
| 제2화  | お困り物件! 魔王城に初出張です! 골치 아픈 매물 마왕의 성으로 첫 출장!                                                    | 나카무라 요시코 | 니시타 마사요시                   | 아사미 마츠오   | 히라즈카 토모야 타테구치 노리타카 쿠도 유키                                                             | 타니구치 모토히로 | 4월 13일       |
| 제3화  | 出たんです……! ドラゴンとお化けとすごい魔力!? 출몰! 용, 귀신 그리고 무시무시한 마력!                                      | 코시다 토모아키 | 호리 코지                         | 나카다 유지     | 우이가와 마사아키 마스이 요시노리 아오누마 히카리 카메야마 치나츠                                       | 쿠보 마리코       | 4월 20일       |
| 제4화  | ずっと一緒! ペットと夢と友情の、 ぎゅっとつまったお部屋です! 영원히 함께! 동물과 꿈과 우정이 가득 담긴 집이에요!         | 나카무라 요시코 | 세키노 세키쥬                     | 세키노 세키쥬   | 히라즈카 토모야 타테구치 노리타카 쿠도 유키                                                             | 타니구치 모토히로 | 4월 27일       |
| 제5화  | サマー! 水着が似合うすごい良いお家、 見つけました! 여름이다! 수영복이 어울리는 정말 좋은 집을 찾았어요!                  | 코시다 토모아키 | 요시카와 히로아키 니시타 마사요시 | 쿠라모토 호다카 | 나카오 카즈마 히라즈카 토모야                                                                           | 소가 아츠시       | 5월 4일        |
| 제6화  | 死神に捧げるメロディ!? 友達だもん! みんな仲良くです! 사신에게 바치는 멜로디! 우리 모두 다 친구예요!                      | 츠치야 미치히로 | 호리 코지                         | 아사미 마츠오   | 치카 쿄코 난베 히로미 소가 아츠시 쿠도 유키                                                             | 쿠보 마리코       | 5월 11일       |
| 제7화  | ドアドアドア! 扉を開けたら、 ふぁー♡ 夏休みへGOです! 똑똑똑! 문을 열면 짜잔 여름 방학이에요!                             | 나카무라 요시코 | 아라이 쇼고                       | 타케우치 타카시 | 히라즈카 토모야 타테구치 노리타카 치카 쿄코 난베 히로미                                                 | 타니구치 모토히로 | 5월 18일       |
| 제8화  | ほえ!? 占いで運命の部屋、 見つかりますか!? 오잉? 점술로 운명의 집을 찾을 수 있나요?                                      | 츠치야 미치히로 | 세토 켄지                         | 토노카츠 히데키 | 나카오 카즈마 모토야 아이 쿠도 유키                                                                     | 소가 아츠시       | 5월 25일       |
| 제9화  | にゃ～ん! 目標達成まであと一軒! 千年星祭りで願い叶えたまえ! 냥, 목표 달성까지 앞으로 한 건! 천 년 별 축제에서 소원 성취! | 츠치야 미치히로 | 호리 코지                         | 쿠라모토 호다카 | 치카 쿄코 난베 히로미 히라즈카 토모야 타테구치 노리타카 쿠도 유키                                       | 쿠보 마리코       | 6월 1일        |
| 제10화 | 長寿のお悩み! とにかく丈夫で長く住める家、希望! 장수인의 고민! 오래 살 튼튼한 집 찾아요!                                 | 나카무라 요시코 | 니시타 마사요시                   | 하마사키 토오루 | 나카오 카즈마 모토야 아이 소가 아츠시 치카 쿄코 히라즈카 토모야 난베 히로미                             | 타니구치 모토히로 | 6월 8일        |
| 제11화 | ファー、一緒に帰ろう 파, 집에 가자                                                                                       | 나카무라 요시코 | 호리 코지                         | 노기모리 타츠야 | 소가 아츠시 히라즈카 토모야 타테구치 노리타카 치카 쿄코 난베 히로미 쿠도 유키 나카오 카즈마 모토야 아이 | 쿠보 마리코       | 6월 15일       |
| 제12화 | みんなありがとう! RPG不動産、新たなる旅立ちです! 모두 고마워요! RPG 부동산은 새로운 여정을 떠납니다!                     | 나카무라 요시코 | 코시다 토모아키                   | 코시다 토모아키 | 나카오 카즈마 소가 아츠시 히라즈카 토모야 모토야 아이 타테구치 노리타카 난베 히로미 쿠도 유키           | 타니구치 모토히로 | 6월 22일       |

### 내용주
1. ↑  인명으로는 나타샤(Natasha)의 지소사형이다.

### 참조주
1. ↑  “険持ちよ「RPG不動産」キャラットで連載化、異世界の物件を少女たちがご紹介”. 《コミックナタリー》 (ナターシャ). 2018년 7월 27일. 2018년 10월 28일에 확인함.
2. ↑  일본어 원문은 '僧侶'다.
3. 1 2 3 4 5 6  “RPG不動産”. 芳文社. 2023년 2월 27일에 확인함.
4. ↑  “春アニメ『RPG不動産』OPテーマは風色琴音（CV：井上ほの花）・ファー（CV：木野日菜）・ルフリア（CV：川井田夏海）・ラキラ（CV：石見舞菜香）が歌うキャラソンに決定！　EDテーマはまねきケチャが担当”. 《アニメイトタイムズ》 (アニメイト). 2022년 1월 28일. 2022년 1월 28일에 확인함.
5. ↑  “TVアニメ『RPG不動産』オープニング・テーマ「Make Up Life!」が4月27日に発売決定！”. 《PR TIMES》 (보도 자료). 日本コロムビア. 2022년 3월 7일. 2022년 3월 7일에 확인함.